# Baden (Land)

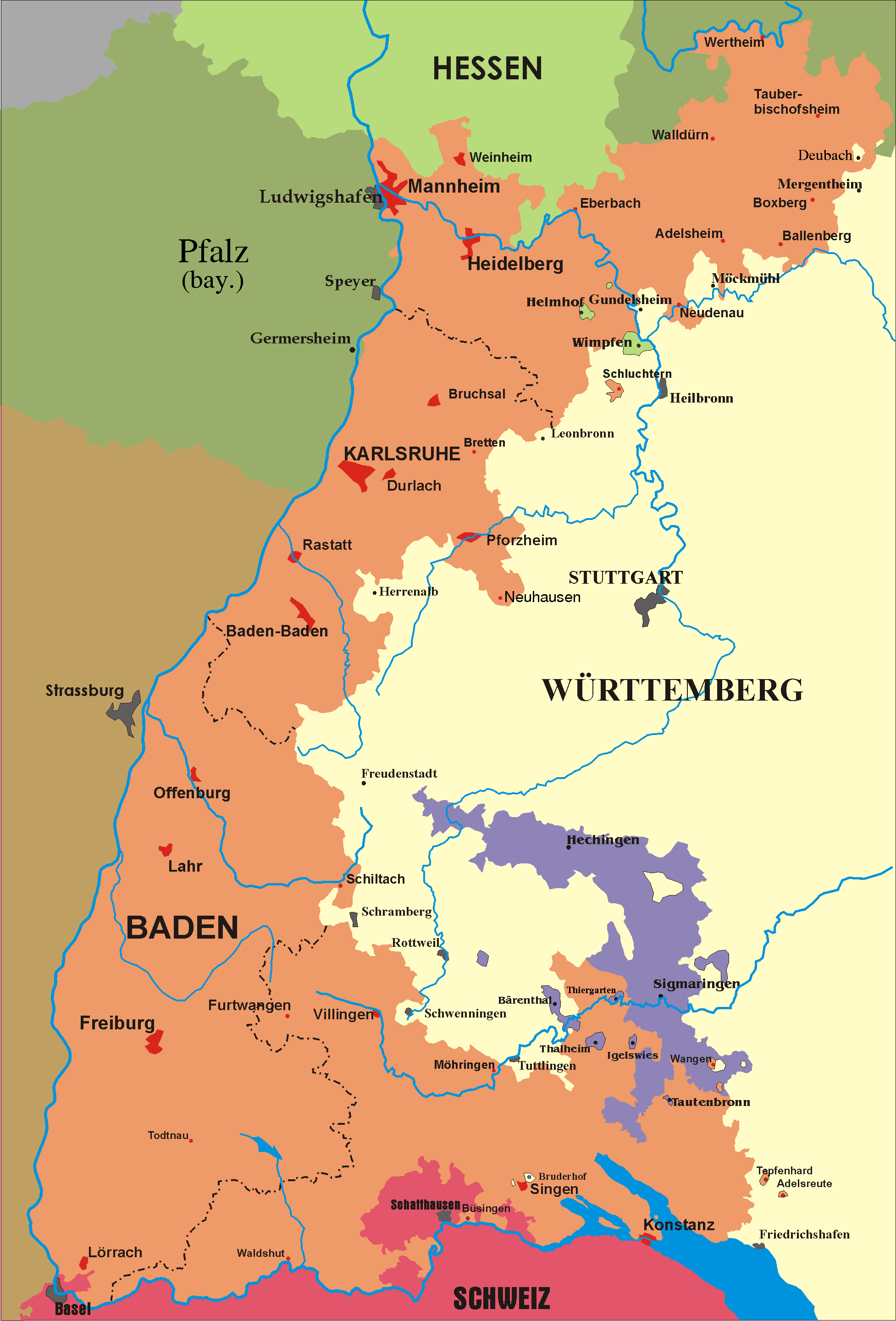
Großherzogtum Baden

Lage des Großherzogtums Baden im Deutschen Kaiserreich

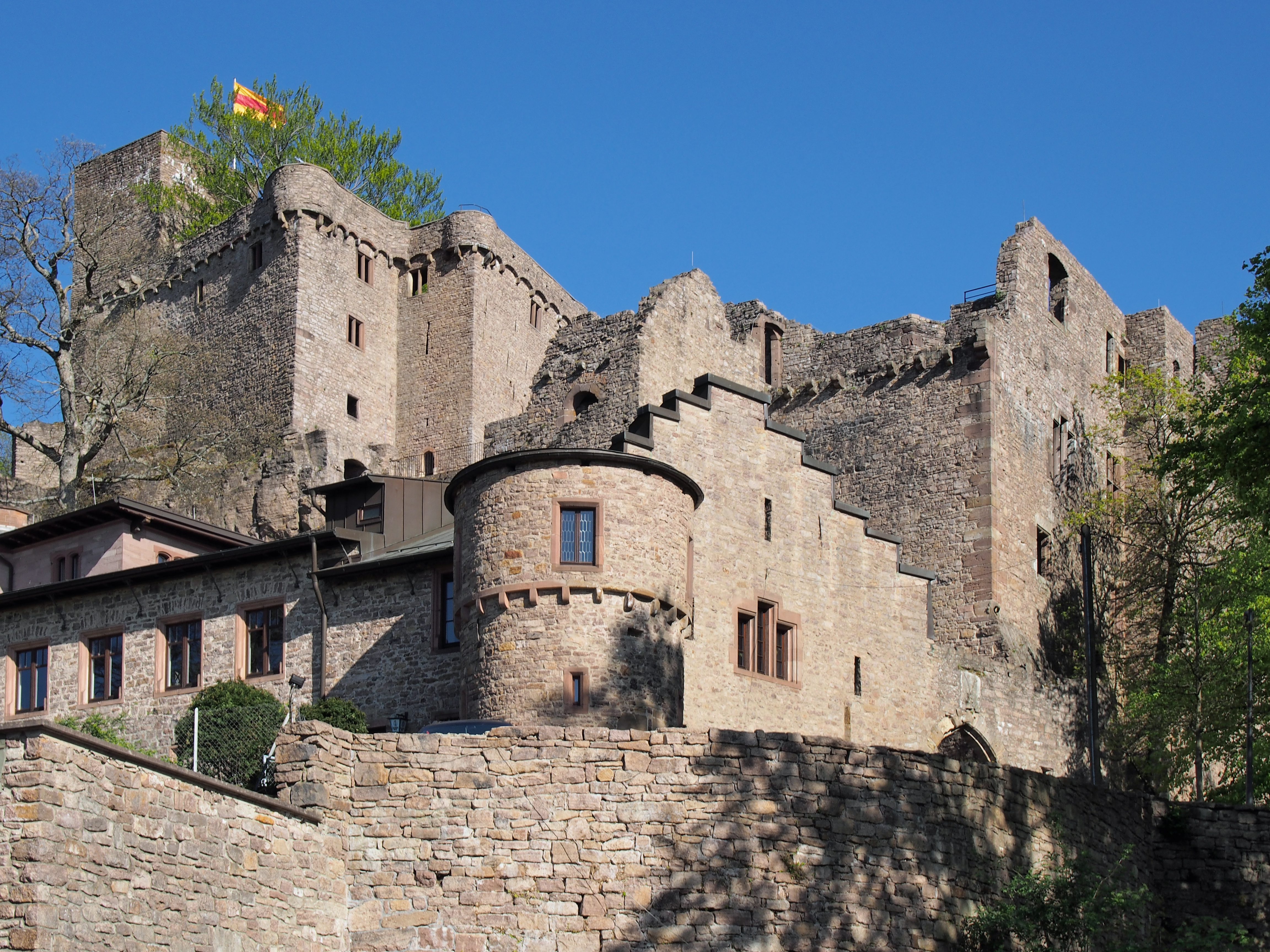
Auf dem für das Land namensgebenden Schloss Hohenbaden bei Baden-Baden weht die gelb-rote badische Flagge (2015).

Baden ist der westliche Teil des deutschen Landes Baden-Württemberg. Er ist aus dem Großherzogtum Baden (1806–1918) und der Republik Baden (1918–1945) hervorgegangen, deren Tradition wiederum auf die zum Heiligen Römischen Reich gehörende, im Hochmittelalter entstandene Markgrafschaft Baden zurückgeht.
Im Mittelalter und der Frühen Neuzeit existierten in Südwestdeutschland mehrere Fürstentümer mit dem Namensbestandteil Baden, die alle von verschiedenen Linien des gleichnamigen Hauses regiert wurden. Auf Betreiben Napoléon Bonapartes entstand bis 1806 unter deutlichem Gebietszuwachs das Großherzogtum Baden als souveräner Staat mit Karlsruhe als Hauptstadt. Zunächst Mitglied des französisch dominierten Rheinbunds, dann ab 1815 des Deutschen Bundes, wurde Baden mit der Reichsgründung 1871 zum Bundesstaat des Deutschen Reiches. Bis zur Novemberrevolution von 1918 war Baden eine konstitutionelle Monarchie, von 1918 bis 1933 eine demokratische Republik und von 1933 bis 1945 ein gleichgeschalteter Teil des NS-Staates. Seine Grenzen blieben bis zum Ende des Zweiten Weltkriegs bestehen.
Infolge der alliierten Besetzung Deutschlands fiel der Norden Badens 1945 an die amerikanische, der Süden dagegen an die französische Besatzungszone. In letzterer wurde 1947 ein ebenfalls Baden genanntes Land mit der Hauptstadt Freiburg im Breisgau ins Leben gerufen, das aber nur die Hälfte des historischen Territoriums umfasste. Nordbaden war in dieser Zeit Teil von Württemberg-Baden. 1952 gingen Baden, Württemberg-Baden und Württemberg-Hohenzollern im neu geschaffenen Bundesland Baden-Württemberg auf.
Obwohl der heutige Zuschnitt der baden-württembergischen Regierungsbezirke und Landkreise von den historischen Grenzen zwischen den ehemals eigenständigen Landesteilen abweicht, ist der Name Baden nach wie vor weithin als Regionalbezeichnung für das Gebiet des früheren Staates im Gebrauch. Zudem spiegelt sich die historische Abgrenzung von Württemberg bis heute in zahlreichen Organisationen wider, etwa in Sportverbänden, Kirchen und Sozialverbänden.

## Bevölkerung und Fläche
Baden hatte im Mai 1939 2.518.103 Einwohner auf 15.070 km².

## Geographische Lage
Baden liegt im Südwesten Deutschlands. Zentrale Landschaft Badens mit den meisten großen Städten ist die südöstliche Oberrheinische Tiefebene. Im Westen und Süden von Rhein und Bodensee begrenzt, erstreckt sich das Land rechtsrheinisch vom Linzgau über Lörrach, Freiburg und Karlsruhe  bis Mannheim und weiter bis an Main und Tauber.
Es grenzt im Westen ans Elsass, im Süden an die Schweiz, im Nordwesten an die Pfalz, im Norden an Hessen und im Nordosten an Bayern. Die östliche Grenze nach Württemberg verläuft durch Kraichgau und Schwarzwald; von dort bis zum Rhein war Baden in der Mitte teilweise nur 30 Kilometer breit. Die engste Stelle („Wespentaille“) betrug nur 17,2 Kilometer (Abstand von der württembergischen Grenze im Bereich der Gemarkung Gaggenau-Michelbach bis zum Rhein).

## Städte und Regionen
Karlsruhe war ab 1715 Residenzstadt, zunächst der Markgrafen von Baden-Durlach, dann ab 1771 der vereinigten Markgrafschaften Baden-Durlach und Baden-Baden und später der Großherzöge von Baden sowie bis zum Ende des Zweiten Weltkriegs Hauptstadt der 1918 gegründeten (Demokratischen) Republik Baden. Die Titel „Residenzstadt“ bzw. „Hauptstadt“ trug neben Karlsruhe auch damals Badens größte Stadt Mannheim.
Großstädte auf badischem Gebiet sind (von Nord nach Süd): Mannheim, Heidelberg, Karlsruhe, Pforzheim und Freiburg im Breisgau.
Größere Mittelstädte in Baden sind (von Nord nach Süd): Weinheim, Sinsheim, Mosbach, Bruchsal, Ettlingen, Rastatt, Baden-Baden, Kehl, Offenburg, Lahr, Emmendingen, Villingen-Schwenningen (badisch jedoch nur der westliche Stadtteil Villingen), Lörrach, Weil am Rhein, Rheinfelden, Singen (Hohentwiel), Radolfzell am Bodensee und Konstanz.
Landschaften in Baden (geordnet von Norden nach Süden):
| - Taubergrund - Bauland - Odenwald - Kurpfalz - Kraichgau - Albgau - Hanauerland | - Ortenau - Kaiserstuhl - Breisgau - Rheinebene - Schwarzwald - Markgräflerland - Wiesental | - Hotzenwald - Hochrhein - Klettgau - Baar - Hegau - Linzgau - Bodensee |

## Geschichte

Die Entwicklung des badischen Territoriums zwischen 1803 und 1819

### Markgrafschaft
Der Name stammt von den Markgrafen von Baden, einer im 12. Jahrhundert etablierten Adelsfamilie, die mit den Herzögen von Zähringen stammverwandt war. Baden war nie eine Mark; der Markgrafentitel war ursprünglich verbunden mit der Mark Verona, die ebenfalls von den Zähringern regiert wurde. Sie übertrugen den Titel und nannten sich fortan Markgrafen von Baden. Hermann II. war der erste Zähringer, der sich nach dem neuen Stammsitz, der Burg Hohenbaden hoch über den Thermalbädern der damaligen Stadt Baden (heute Baden-Baden), Markgraf von Baden nannte.
Von 1535 bis 1771 war die Herrschaft in die Linien Baden-Durlach (evangelisch) und Baden-Baden (katholisch) geteilt. Markgraf Ludwig Wilhelm von Baden-Baden, der so genannte „Türkenlouis“ (von 1677 bis 1707), machte Rastatt zu seiner Residenz. Karl III. Wilhelm von Baden-Durlach wählte das 1715 erbaute Karlsruhe als neue Residenz. 1771 erbte Karl Friedrich von Baden-Durlach die Besitzungen der erloschenen Linie Baden-Baden, wodurch die beiden Markgrafschaften wieder vereinigt wurden.
 Nahezu 300 Jahre lang (vom Beginn des 16. Jahrhunderts bis zu Beginn des 19. Jahrhunderts) gehörte die Markgrafschaft Baden dem Schwäbischen Reichskreis an und hatte hier sogar eine führende Position inne.

### Kurfürstentum und Großherzogtum Baden in der napoleonischen Zeit
Das moderne Land Baden entstand zu Beginn des 19. Jahrhunderts unter der Protektion Napoleons und durch die geschickte Diplomatie des badischen Gesandten Sigismund Freiherr von Reitzenstein, der als der eigentliche Schöpfer des modernen Baden gilt.
In der Folge der napoleonischen Neuordnungen erreichte Baden in den Jahren 1803 bis 1810 erhebliche Gebietsgewinne – rechtsrheinische Territorien vieler kleiner Fürstentümer, geistliche Gebiete, Gebiete Vorderösterreichs und Reichsstädte – von einem Vielfachen seiner bisherigen Größe:
- Im Reichsdeputationshauptschluss 1803 erhielt Baden nominell als Entschädigung für an Frankreich verlorene linksrheinische Gebiete
  - Teile der rechtsrheinischen Kurpfalz (mit Mannheim und Heidelberg)
  - den rechtsrheinischen Besitz der Hochstifte Konstanz, Basel, Straßburg und Speyer,
  - die freien Reichsstädte der Ortenau (Offenburg, Gengenbach, Zell am Harmersbach und ebenso das Reichstal Harmersbach) und des Linzgaus (Überlingen und Pfullendorf) sowie Wimpfen, das jedoch unmittelbar darauf an Hessen-Darmstadt abgetreten wurde,
  - die Gebiete vieler Abteien und Stifte, u. a. das Reichsstift Petershausen.
- Im Frieden von Pressburg 1805 fielen große Teile von Vorderösterreich an Baden, namentlich
  - der Breisgau (mit Freiburg im Breisgau),
  - die Stadt Konstanz.
- In der Rheinbundakte 1806 kamen u. a. zu Baden
  - der größte Teil des fürstenbergischen Territoriums,
  - das kurz zuvor errichtete Fürstentum Leiningen,
  - der Teil der Grafschaft Wertheim links des Mains mit der Residenzstadt Wertheim,
  - die Herrschaft Schwarzenberg (Klettgau).
- Im Grenzvertrag von Paris zwischen Württemberg und Baden 1810[2] (Württemberg wurde von Bayern entschädigt, dieses wiederum durch ehemals preußische Gebiete) wurden u. a. an Baden abgetreten
  - württembergische Gebiete im mittleren Schwarzwald (Hornberg, Schiltach, Gutach)
  - das württembergische Oberamt Stockach (ehemals Landgrafschaft Nellenburg).

Mit den Neuerwerbungen kam Baden, das bis dahin über keine eigene höhere Bildungsstätte verfügt hatte, auch in den Besitz der beiden Universitäten in Freiburg im Breisgau und Heidelberg. Mit der Ausweitung des Territoriums ging außerdem eine Rangerhöhung des Markgrafen einher. Im Reichsdeputationshauptschluss erhielt Karl Friedrich eine der vier freigewordenen Kurwürden. Bis zur Errichtung des Rheinbunds war Baden somit kurzzeitig das Kurfürstentum Baden. Im Pressburger Frieden erhielt Karl Friedrich innerhalb des Reiches die volle Souveränität in gleichem Umfang wie bis dahin nur Preußen und Österreich. Mit dem Beitritt zum Rheinbund schließlich wurde er zum Ausgleich für die damit hinfällige Kurwürde zum Großherzog erhoben. Damit war Baden ein souveräner Staat und hatte diejenige territoriale Ausdehnung, die im Wesentlichen bis 1945 Bestand haben sollte.
Das badische Rheinbundkontingent kämpfte anschließend an der Seite Frankreichs gegen Preußen, auf der Iberischen Halbinsel, gegen Österreich und im Russlandfeldzug 1812 mit. So wurde 1812 der Rückzug Napoleons aus Moskau über die Beresina von badischen sowie schweizerischen Truppen gedeckt. Von den 7000 Badenern in der Grande Armée kehrten nur wenige hundert zurück. Auch in der Völkerschlacht bei Leipzig stand Baden noch an der Seite Napoleons. Trotz Napoleons Niederlage bei Leipzig erreichte Großherzog Karl auf dem Wiener Kongress die Bestätigung seiner Neuerwerbungen, womit der Bestand des Landes als Mitglied des Deutschen Bundes gesichert war. 1819 erhielt Baden in Abwicklung der Wiener Kongressakte im Frankfurter Territorialrezess außerdem noch die inmitten seines Territoriums liegende Grafschaft Hohengeroldseck.

### Großherzogtum Baden im 19. Jahrhundert

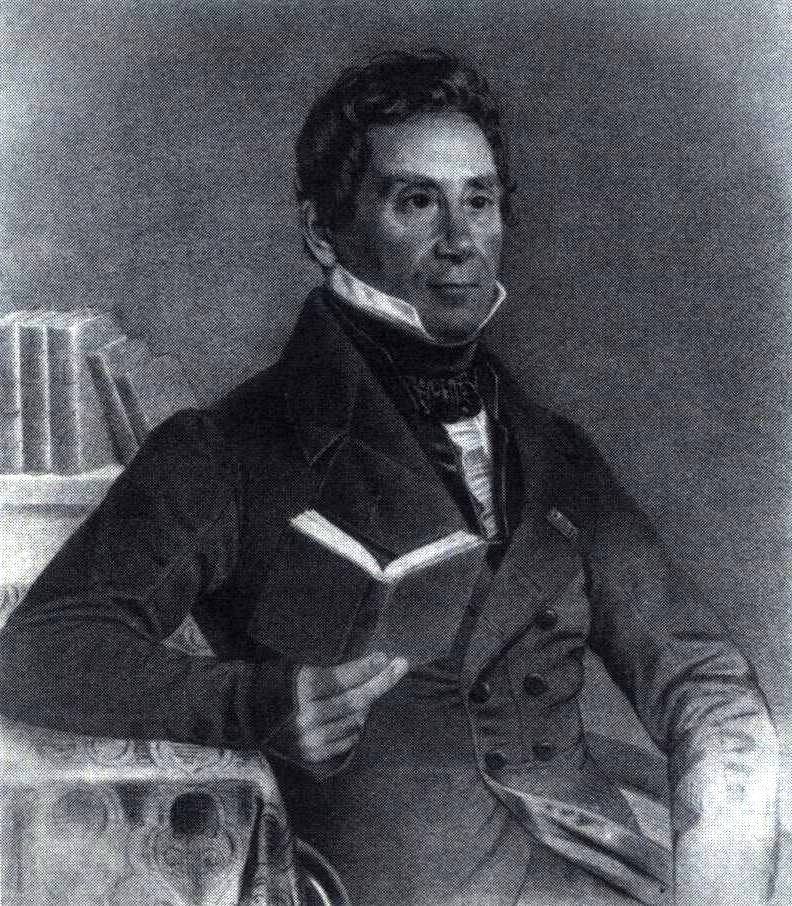
Der Autor der Verfassung von 1818, Karl Friedrich Nebenius

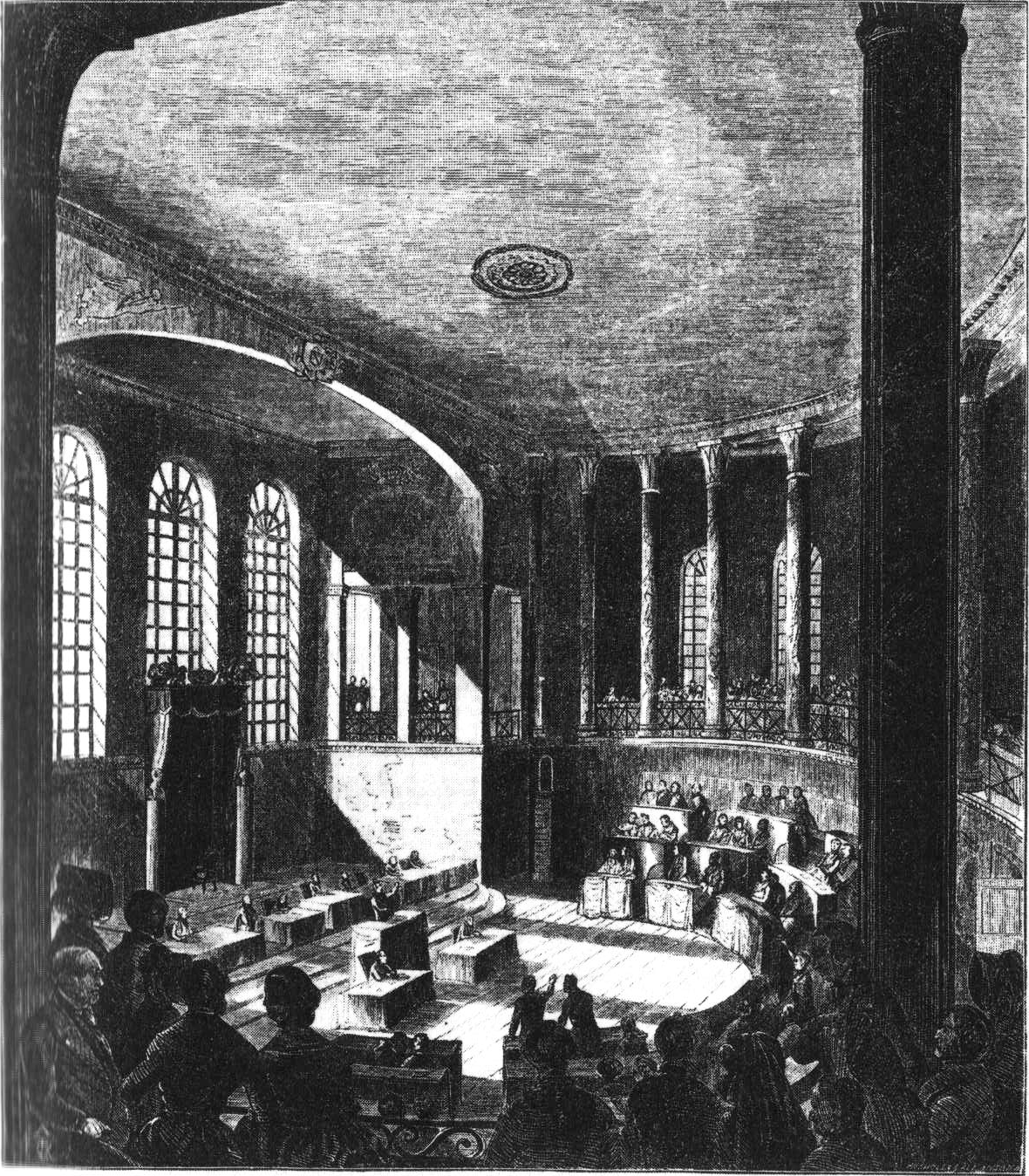
Zeitgenössische Darstellung einer Sitzung der Zweiten Kammer der Badischen Ständeversammlung im Jahr 1845

Im 19. Jahrhundert konnten sich in Baden Demokratie und Parlamentarismus freier entwickeln als anderswo. 1818 erhielt das Großherzogtum eine für damalige Verhältnisse sehr fortschrittliche liberale Verfassung, die Baden zur konstitutionellen Monarchie machte. Sie sah mit der Badischen Ständeversammlung ein Zweikammernparlament vor, dessen zweite Kammer große politische Bedeutung erhielt. Diese wurde nicht ständisch gegliedert, sondern mit nach Bezirken gewählten Vertretern besetzt. Die Debatten wurden trotz der Zensur im vollen Wortlaut veröffentlicht, was eine starke Teilnahme der Bürger an politischen Fragen ermöglichte. Dies führte zu wiederholten Konflikten mit den konservativen Kräften im Deutschen Bund unter Führung des österreichischen Staatskanzlers Klemens Metternich, aber auch mit den eher konservativen Großherzögen Karl und Ludwig. Der liberale Großherzog Leopold gab 1832 den Forderungen nach unbeschränkter Pressefreiheit nach, musste das Gesetz aber auf Druck Metternichs noch im selben Jahr wieder zurücknehmen.
1835 trat Baden dem Deutschen Zollverein bei und erlebte in der Folge einen wirtschaftlichen Aufschwung. Große Infrastrukturprojekte wurden mit der Rheinkorrektur nach den Plänen von Johann Gottfried Tulla 1815 und dem Eisenbahnbau seit 1840 begonnen.
Nach dem Tod des liberalen Innenministers Ludwig Georg von Winter 1838 gewann Außenminister Blittersdorf maßgeblichen Einfluss auf die badische Politik. Erst jetzt konnte sich die seit 1833 im Deutschen Bund nach dem Hambacher Fest und dem Frankfurter Wachensturm vorherrschende konservativ-reaktionäre Strömung auch im Großherzogtum voll auswirken. Blittersdorf versuchte die Einflussmöglichkeiten der liberalen Zweiten Kammer zu beschneiden. Der Druck der Regierung erzeugte eine Politisierung der Bevölkerung und provozierte eine politische Lagerbildung, die aufgrund der größeren Freiheitsrechte ein höheres Unzufriedenheitspotential entstehen ließ als in vielen Staaten mit reaktionärerem Regierungssystem.
1843 organisierte der Abgeordnete Friedrich Daniel Bassermann im Rahmen des Urlaubsstreits, bei dem die badische Regierung Beamten, die für die Opposition in die Zweite Kammer gewählt wurden, den Urlaub und damit die Wahrnehmung ihres Mandates verweigern wollte, die Ablehnung des Regierungsbudgets und erzwang mit dem ersten parlamentarischen Misstrauensantrag der deutschen Geschichte den Rücktritt des konservativen Ministeriums unter Blittersdorf. Als in den Wahlen von 1845/46 die Opposition eine klare Mehrheit erzielen konnte und die politische Stimmung durch den Streit um den Deutschkatholizismus noch verschärft wurde, berief Großherzog Leopold den Liberalen Johann Baptist Bekk zum Innenminister und Staatsminister.
Missernten und wirtschaftliche Schwierigkeiten in den Jahren 1846/47 verursachten zusätzlich soziale Spannungen, die die Unzufriedenheit über die fehlenden Mitbestimmungsrechte und die Zersplitterung Deutschlands noch steigerten.
Eine Volksversammlung in Offenburg, die am 12. September 1847 einen Forderungskatalog verabschiedete, war ein weiterer Auslöser für die Badische Revolution von 1848 und die Märzrevolution in den Staaten des Deutschen Bundes. Am 12. Februar 1848 forderte Bassermann in der Zweiten Kammer der Ständeversammlung eine vom Volk gewählte Vertretung beim Bundestag in Frankfurt am Main. Diese Forderung führte über die Heidelberger Versammlung der 51 und das Vorparlament schließlich zum ersten frei gewählten Parlament für Deutschland, der Frankfurter Nationalversammlung.

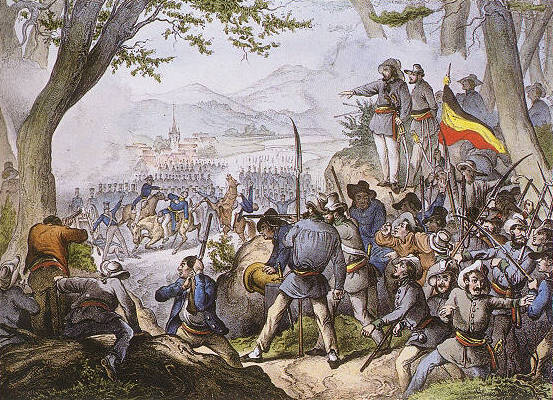
Zeitgenössische Lithographie des Gefechts bei Kandern aus der Perspektive der Revolutionäre am 20. April 1848, bei der der Heckeraufstand niedergeschlagen wurde

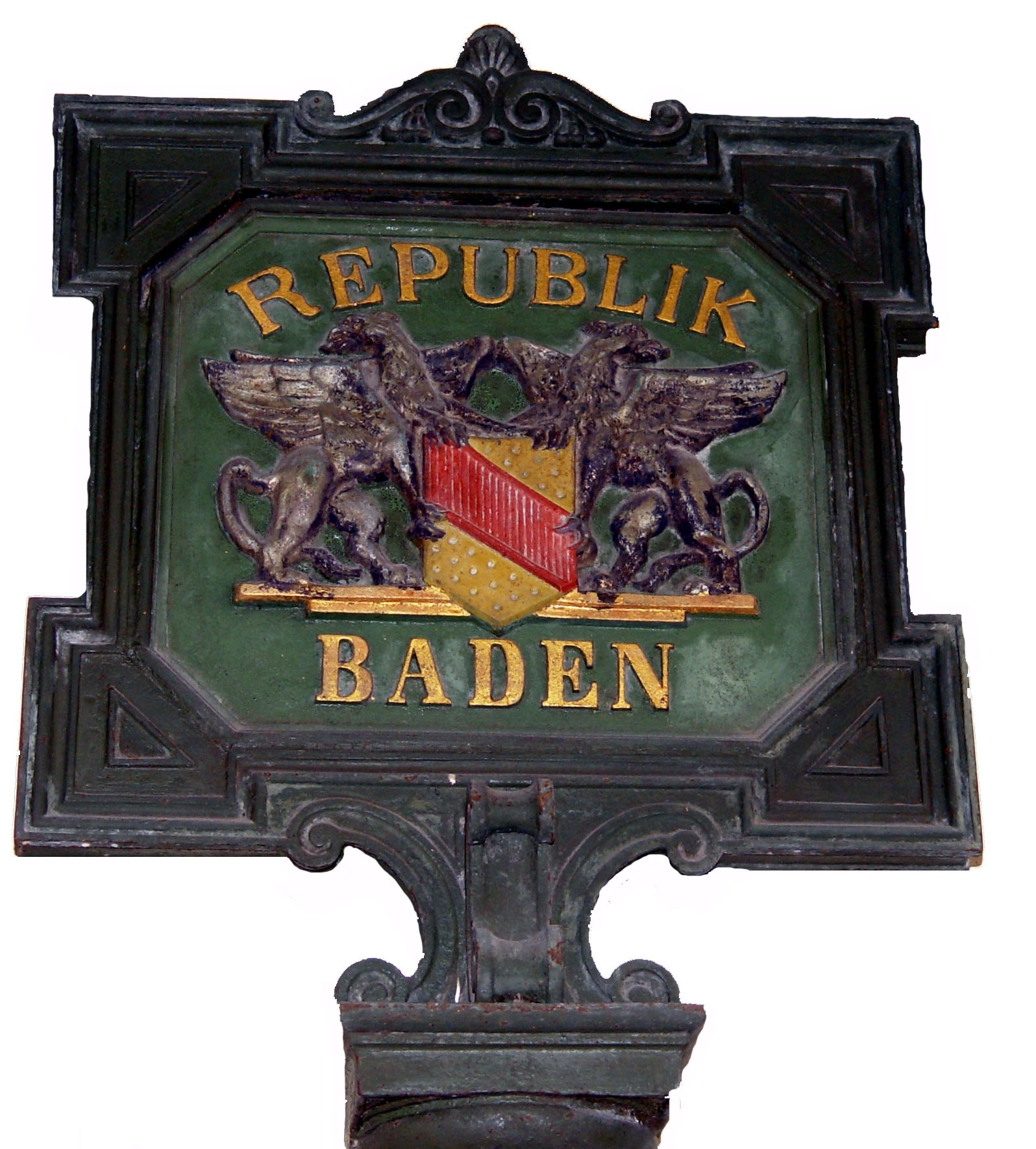
Wappen der „Republik Baden“ auf einer Tafel

Ein erster republikanischer Umsturzversuch durch Friedrich Hecker, Gustav Struve und Georg Herwegh wurde noch von Bundestruppen und ein zweiter Aufstand um Gustav Struve durch badisches Militär niedergeschlagen. Nach dem Scheitern der Frankfurter Nationalversammlung schloss sich im Mai 1849 im Rahmen der Reichsverfassungskampagne in Baden auch das Militär den Republikanern an. Mit der Flucht des Großherzogs Leopold, der Bildung einer provisorischen Regierung und Neuwahlen wurde Baden faktisch Republik.
Durch vor allem preußisches sowie württembergisches Militär (Leopold kehrte in preußischer Uniform zurück) wurden die Badische Republik und die verbündete Pfälzische Republik schließlich mit Gewalt niedergeworfen. Im Juli mussten sich die letzten badischen Truppen nach dreiwöchiger Einschließung in der Festung Rastatt ergeben. In der Folge kam es zu Verhaftungen und 23 standrechtlichen Erschießungen. Auch die Auswanderung von ca. 80.000 Badenern (5 % der Bevölkerung), vor allem nach Amerika, kann neben der wirtschaftlichen Not der 1850er Jahre auf die Niederlage der Revolution zurückgeführt werden. Baden blieb bis 1851 durch die Preußische Armee besetzt.
Trotz Besatzung und der Berufung eines konservativen Ministeriums unter Friedrich Adolf Klüber fiel die Gegenreaktion im Bereich der Politik insgesamt vergleichsweise milde aus. Baden blieb ein Verfassungsstaat und die Bürokratie bis auf wenige Ausnahmen in den Händen der alten Beamtenschaft.
Die Streitigkeiten des Großherzogtums mit der katholischen Kirche im seit 1853 mit Unterbrechungen andauernden badischen Kulturkampf führten 1860 zur Bildung einer liberalen Regierung unter maßgeblicher Beteiligung von Abgeordneten der Zweiten Kammer unter der Führung von Anton von Stabel. Maßgeblich geprägt von Franz von Roggenbach, leitete die Regierung einen liberalen Kurswechsel ein und näherte ihre Arbeitsweise der eines demokratischen Parlaments an, indem sie Politik gemeinsam mit der Mehrheit der Zweiten Kammer der Ständeversammlung gestaltete. Mit der Errichtung von Verwaltungsgerichten durch Gesetz vom 5. Oktober 1863 war Baden das erste der deutschen Länder, das die Verwaltungsgerichtsbarkeit einführte.
Als einer der ersten deutschen Staaten gewährte Baden 1862 die fast vollständige formelle Gleichstellung der 24 000 badischen Juden mit Ausnahme von Armenpflege und Allmendenutzung, ein Jahr nach Hamburg. Schon 1868 wurde Moritz Ellstätter als badischer Finanzminister der erste Jude in Deutschland auf einem Ministerposten.
Ebenfalls 1862 wurde die Gewerbefreiheit, die Aufhebung der Zunftordnung und die bedingte Niederlassungsfreiheit verkündet.

#### Baden im Kaiserreich
1871 trat Baden dem Deutschen Reich bei, an dessen Gründung Großherzog Friedrich I. maßgeblich beteiligt war: Nach Wilhelms Ausrufung zum Deutschen Kaiser gab der Großherzog im Spiegelsaal des Versailler Schlosses das erste Hurra auf den Kaiser aus. Im Deutschen Kaiserreich war Baden eine Hochburg der Liberalen und der Zentrumspartei. Nach der Niederlage des Kaiserreichs im Ersten Weltkrieg dankte der letzte Großherzog Friedrich II. am 22. November 1918 ab. Baden wurde Republik.
Mit der 70-kV-Leitung Mülhausen–Freiburg wurde 1913 eine der ersten Hochspannungsfreileitungen des Landes errichtet.

### Republik Baden 1918–1945
Am 8. November kam es zur Bildung von Soldatenräten in Lahr und Offenburg, einen Tag später formierten sich auch in Mannheim und Karlsruhe Arbeiter- und Soldatenräte, in Karlsruhe und Mannheim konstituierten sich Wohlfahrtsausschüsse. Der Karlsruher Wohlfahrtsausschuss und der dortige Soldatenrat bildeten am 10. November aus Parteienvertretern eine provisorische Regierung, welche die Regierungsgewalt übernahm. Dies wurde am 11. November durch eine Versammlung der badischen Arbeiter- und Soldatenräte bestätigt.
Die provisorische Regierung proklamierte am 14. November die Freie Volksrepublik Baden und setzte den Wahltermin für eine verfassunggebende Landesversammlung auf den 5. Januar 1919 fest.
Am 22. November 1918 verzichtete der Großherzog endgültig auf den Thron.
Am 5. Januar 1919 erfolgte die Wahl zur badischen verfassunggebenden Nationalversammlung, die auf den 15. Januar zu ihrer konstituierenden Sitzung einberufen wurde.
Am 21. März 1919 beschloss die badische Nationalversammlung einstimmig die neue badische Verfassung, die am 13. April in einer Volksabstimmung angenommen wurde. Der Landtag (= bisherige Nationalversammlung) bildete Anfang April 1919 eine Regierung aus den Parteien der Weimarer Koalition (Zentrum, SPD, DDP) die die Republik Baden bis 21. November 1929 regierte. Nach der Landtagswahl vom Oktober 1929 führten Zentrum und SPD die Regierung ohne die DDP weiter. Im November 1930 wurde die Basis der Regierungskoalition durch den Eintritt der DVP verbreitert. Im Streit um das Badische Konkordat verließ Ende November 1932 die SPD die Koalition.
Mit dem ersten Gleichschaltungsgesetz wurden die Länder zu Verwaltungseinheiten des Einheitsstaates. Am 8. März 1933 setzte der Reichsminister des Innern Robert Wagner (NSDAP) als Reichskommissar ein, die Landesregierung wurde abgesetzt und der Landtag durch einen ernannten Landtag ersetzt. Durch ein Zweites Gesetz zur Gleichschaltung der Länder mit dem Reich („Reichsstatthaltergesetz“; „Altes Reichsstatthaltergesetz“) vom 7. April 1933 wurde das Amt des Staatspräsidenten aufgehoben und am 5. Mai 1933 wurde Wagner zum Reichsstatthalter für Baden ernannt.

### Nachkriegszeit
Nach dem Zweiten Weltkrieg wurde Baden durch eine Besatzungsgrenze geteilt.
- Nordbaden (mit dem Landkreis Karlsruhe als südlichstem Gebiet) bildete mit Nordwürttemberg das Land Württemberg-Baden (Hauptstadt Stuttgart) in der US-amerikanischen Zone.
- Südbaden (mit dem Landkreis Rastatt als nördlichstem Gebiet) bildete das Land Baden mit der Hauptstadt Freiburg und war Teil der französischen Besatzungszone. Staatspräsident dieses Landes war Leo Wohleb.

### Aufgehen im Südweststaat
→ Hinweis: Die historischen Abläufe finden sich ausführlich auch im Abschnitt Die Entstehung Baden-Württembergs im Artikel Württemberg-Hohenzollern.
Die Situation der durch die Besatzungszonen vorgegebenen Ländergrenzen wurde von einigen als unbefriedigend empfunden. Auch die Väter und Mütter des Grundgesetzes sahen den Zustand mit drei Bundesländern als Provisorium an, das nicht dauerhaft bestehen konnte.
So enthielt das Grundgesetz in Artikel 118 die Bestimmung:
Die Neugliederung in dem die Länder Baden, Württemberg-Baden und Württemberg-Hohenzollern umfassenden Gebiete kann abweichend von den Vorschriften des Artikels 29 durch Vereinbarung der beteiligten Länder erfolgen. Kommt eine Vereinbarung nicht zustande, so wird die Neugliederung durch Bundesgesetz geregelt, das eine Volksbefragung vorsehen muss.
Damit wurde deutlich gemacht, dass eine Neugliederung stattfinden musste, auch wenn weder zeitliche Vorgaben gemacht wurden noch ein Vorschlag vorgelegt wurde, wie eine Lösung aussehen könnte.

Ergebnisse der Volksabstimmung 1951 über die Bildung eines Landes Baden-Württemberg (Prozent befürwortende Stimmen)

Infolgedessen kamen erneut Überlegungen zur Gründung eines „Südweststaats“ aus den alten Ländern Baden, Württemberg und den Hohenzollernschen Landen auf. In Mittel- und Südbaden gab es hingegen viele, die im Falle eines Zusammenschlusses eine Dominanz des neuen Bundeslandes durch Württemberg befürchteten. Die Regierung des Landes Baden, das zur französischen Besatzungszone gehörte und in der 1947 verabschiedeten Verfassung die amtliche Bezeichnung „Freistaat Baden“ gewählt hatte, kämpfte für eine Wiederherstellung Badens in seinen historischen Grenzen. „Vom See bis an des Maines Strand die Stimme dir mein Badnerland“ war auf den Wahlplakaten von 1951 zu lesen.
Entscheidend war der Abstimmungsmodus. Durch eine Probeabstimmung wusste man, dass in Nordbaden nur eine dünne Mehrheit für den Südweststaat zu erwarten war, sich durch die starke Ablehnung in Südbaden jedoch eine gesamtbadische Ablehnung ergeben würde. Deshalb plädierten die Befürworter des Südweststaats für eine Auszählung nach Stimmbezirken, die Gegner forderten vergeblich eine Auszählung nach den alten Ländern. Das 1951 neu gegründete Bundesverfassungsgericht, das seinen Sitz in der ehemaligen badischen Residenzstadt Karlsruhe hat, konnte sich bei Stimmengleichheit nicht auf eine Haltung gegen die Modalitäten der Volksabstimmung (Mehrheit in drei von vier Abstimmungsbezirken) festlegen.
Bei der Volksabstimmung unterlagen die Befürworter eines selbstständigen Baden. Zwar votierten 52 % aller abgegebenen Stimmen im Vorkriegsbaden für die Wiederherstellung des Landes Baden; entscheidend war jedoch das Abstimmungsverhalten im bevölkerungsreichen Nordbaden, wo 57 % für den „Südweststaat“ votierten. Insbesondere der Stadt- und Landkreis Pforzheim sowie Regionen der alten Kurpfalz wie Mosbach, Sinsheim, Mannheim und Heidelberg, aber auch der Kreis Überlingen waren gegen Baden. Für die Vereinigung stimmte auch die Bevölkerung im Landesbezirk (Nord-)Württemberg und in Württemberg-Hohenzollern. Durch die Mehrheiten in drei von vier Teilgebieten wurde die Vereinigung zum „Südweststaat“ beschlossen, die 1952 erfolgte.

Ergebnisse der Volksabstimmung 1970 zur Wiederherstellung des Landes Baden (Prozent Stimmen für ein Land Baden)

„Die endgültige Entscheidung wurde von den betroffenen Bevölkerungen selbst in einer Volksabstimmung gefällt, deren Gültigkeit die südbadische Regierung bestritt, die aus vor allem konfessionellen Gründen Hauptgegner des Südweststaates war. Sie befürchtete den Einfluß, den der württembergische Protestantismus in dem neuen Staat gewinnen könnte, während Südbaden mit seinen 70 % Katholiken unter einem ziemlich klerikal ausgerichteten Regime lebte.“
Aufgrund einer Klage des Heimatbundes Baden entschied das Bundesverfassungsgericht 1956, dass die badische Bevölkerung nochmals abstimmen dürfe, denn ihr Wille bei der Abstimmung 1951 sei durch die Trennung des Landes Baden nach 1945 „überspielt“ worden. Da die Abstimmung vor allem von Kurt Georg Kiesinger immer wieder verschleppt wurde, bedurfte es 1969 einer erneuten Entscheidung des Bundesverfassungsgerichtes, welches die Abstimmung bis spätestens 30. Juni 1970 anordnete. So kam es erst 1970 nochmals zu einer Volksabstimmung, an der sich diesmal die Württemberger nicht beteiligen durften. Den Zeitläufen entsprechend waren nur noch wenige für die Wiederherstellung eines historischen Landes zu begeistern; die überwältigende Mehrheit (81,9 %) der Bevölkerung von Baden stimmte am 7. Juni 1970 für den Verbleib in Baden-Württemberg.

### Grenzen im Land Baden-Württemberg
Die 1952 gebildeten Regierungsbezirke Nordbaden und Südbaden griffen die Grenzen des alten Landes Baden wieder auf: Im Norden an Hessen und Bayern grenzend, im Süden am Bodensee nur 30 km entfernt von Bayern und in der Mitte teilweise nur 30 km, an der engsten Stelle gar nur 17,2 km schmal, fasste die Ostgrenze des Landes das Territorium von Württemberg sichelartig ein.
Mit der Kreisreform, die zum 1. Januar 1973 vollzogen wurde, wurden die historischen Grenzen der Regierungsbezirke aufgehoben und die Namen der Landesteile verschwanden. Die Gebiete aller vier Regierungsbezirke Freiburg, Karlsruhe, Stuttgart und Tübingen wurden hauptsächlich nach geografischer Zweckmäßigkeit neu abgegrenzt, aber auch mit der politischen Absicht, die drei ehemaligen Landesteile miteinander zu verzahnen und damit auf lange Sicht die Einheit des Landes zu stärken. Dabei verschwanden die alten Grenzen auf der Verwaltungsebene endgültig: Der ehedem württembergische Teil des Schwarzwalds gehört seitdem zu den Regierungsbezirken Karlsruhe beziehungsweise Freiburg und ehemals badische Kreise gehören jetzt zu den Regierungsbezirken Stuttgart bzw. Tübingen.
Der Raum, für den das Oberlandesgericht Karlsruhe zuständig ist, deckt das Land Baden hingegen noch besser ab, auch wenn die Grenzen an die neuen Kreise angepasst worden sind.

## Wappen
Das Stammwappen Badens ist ein roter Schrägbalken auf gelbem (goldenem) Grund. Im Laufe der Geschichte des Landes wurden weitere Bestandteile, wie etwa Greife oder eine Krone, Teile des Wappens.

Stammwappen Badens
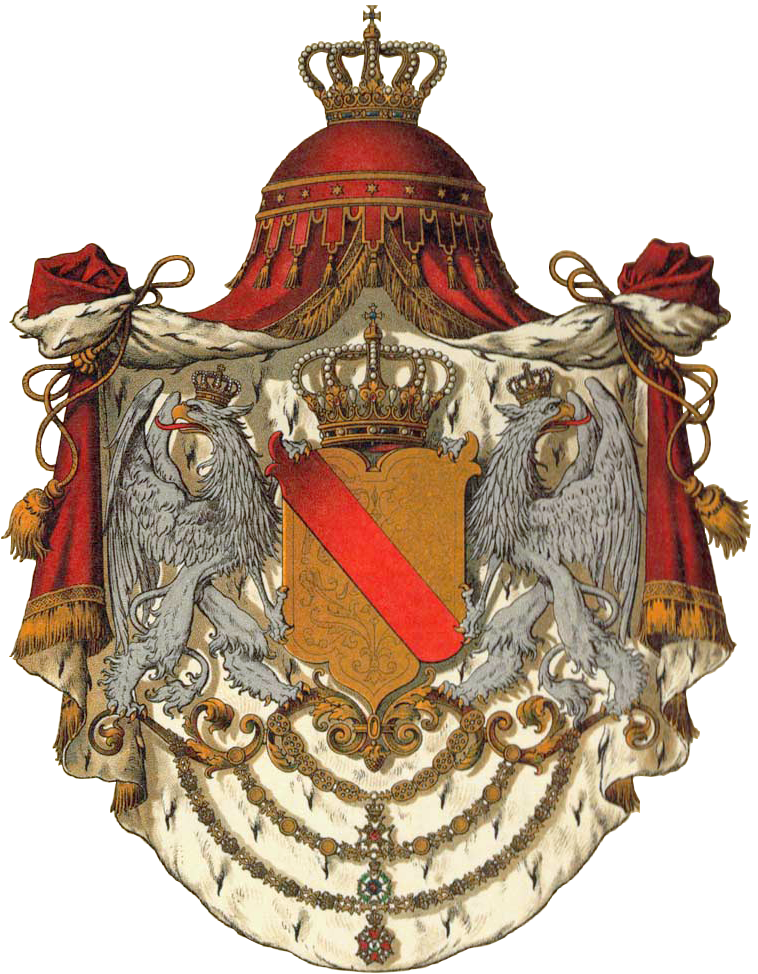
Wappen des Großherzogtums Baden im Kaiserreich
Wappen der Republik Baden

## Baden im Land Baden-Württemberg
Obwohl die heutigen Regierungsbezirke nicht mehr den alten Landesgrenzen entsprechen und offiziell nur nach dem Sitz des Regierungspräsidiums benannt sind, werden sie landläufig oft noch als Nord- bzw. Südbaden bezeichnet. Andererseits fühlen sich viele Bewohner von Orten, die heute zu den Regierungsbezirken Tübingen oder Stuttgart gehören (etwa am Bodensee), weiterhin landsmannschaftlich und traditionell als „badisch“. Die alte Grenzziehung ist im Gebietsumfang der Evangelischen Landeskirche in Baden fast exakt erhalten. Die Einteilung des katholischen Erzbistums Freiburg entspricht noch weitgehend den alten Grenzen, deckt darüber hinaus jedoch noch die so genannten Hohenzollernschen Lande mit ab. Die alten Grenzen des Landes Baden spiegeln sich auch noch darin wider, dass es zwei eigenständige badische Sportbünde (Badischer Sportbund Nord und Badischer Sportbund Freiburg), sowie zahlreiche eigenständige badische Sportfachverbände (z. B. Badischer Fußballverband (im Norden), Südbadischer Fußballverband und Badischer Turner-Bund) und eine eigenständige Evangelische Landeskirche in Baden gibt. Auch andere Verbände sind noch nach früheren Zugehörigkeiten getrennt. In der Organisation der Justiz haben sich die ehemaligen Grenzen ebenfalls erhalten. Manche Medien orientieren sich noch immer an den alten Grenzen von Baden und Württemberg: Zum Beispiel veranstaltet der SWR Hörfunk-Regionalprogramme wie „Baden Radio“ oder „Radio Südbaden“ im Programm SWR4 Baden-Württemberg, so auch der private Radiosender Radio Regenbogen. Ein starkes Regionalgefühl ist zum Teil auch heute noch vorhanden. Dies lässt sich auch an der Rolle des Badnerlieds erkennen, einer der beliebtesten Regionalhymnen in Süddeutschland überhaupt, die ab Ende des 19. Jahrhunderts belegt ist und zum Beispiel bei Heimspielen des SC Freiburg gerne angestimmt wird.

### Hintergründe einer eigenständigen badischen regionalen Identität

#### Entstehung eines badischen Sonderbewusstseins
Das Bewusstsein einer eigenständigen badischen Lebensart und regionalen Identität, die sich mit Redensarten wie „Schwôbe schaffe, Badner denke“ von Württemberg absetzt, ist erst seit dem späten 19. Jahrhundert ansatzweise zu beobachten. Mit Ethnizität wie auch Identitätsbildung geht grundsätzlich eine Abgrenzung einher, für Badener erfolgt diese bevorzugt gegenüber „Schwaben“ (in Württemberg), obwohl ethnisch und sprachgeschichtlich beide Regionen eine Einheit bilden, die geschichtlich zunächst im Herzogtum Alemannia, danach im Herzogtum Schwaben, im Schwäbischen Bund und im Schwäbischen Reichskreis bis 1806 deutlich ausgeprägt ist. Die oft ideologisch überhöhte Identitätssuche und erschwerte Abgrenzung gegenüber dem Ähnlichen lässt sich auch darauf zurückführen, dass beide Staaten, Württemberg und Baden, eigentlich napoleonische Schöpfungen sind, deren Monarchen die Identifikation eines Großteils der Bevölkerung mit den neuen Staatsgebilden erst erzeugen mussten. Der von Johann Peter Hebel 1803 initiierte Alemannendiskurs fungierte als ideologische Klammer des neugeschaffenen Großherzogtums Baden.
Für die andauernde Wahrnehmung von Unterschieden und lokalen Rivalitäten gibt es weitere historische Gründe. Die Konfession übte ab der Reformation eine besondere Prägekraft aus, da Württemberg pietistisch wurde und das spätere Land Südbaden katholisch war. Das Übergewicht der als „vorwiegend asketische Protestanten wahrgenommenen und als ungemein tüchtig (‚schaffig‘) eingestuften ‚Schwaben‘“ wurde und wird als bedrohlich wahrgenommen. Dabei zeigt sich aber auch eine Übergeneralisierung des badischen Württembergbildes auf alle Schwaben, da zum Beispiel das stark katholisch geprägte Oberschwaben zum „pietistischen Asketentum“ nicht passt. Dazu kam vor allem seit dem 19. Jahrhundert die unterschiedliche Entwicklung im wirtschaftlichen, kulturellen und politischen Bereich. Von nachhaltiger Bedeutung haben sich auch die unterschiedlichen Erbsitten erwiesen. So kannte Altwürttemberg fast ausschließlich die Realteilung, also die Aufteilung des gesamten Erbes zu gleichen Teilen unter allen Kindern. In anderen Teilen des Landes, in Hohenlohe, im Hochschwarzwald oder in Oberschwaben, bestand demgegenüber das Anerbenrecht. Hier ging der Besitz geschlossen an einen Erben über. Dies unterstützte in Altwürttemberg Eigenschaften wie Sparsamkeit und Fleiß.
Baden, nicht Württemberg, galt noch im 19. Jahrhundert als Musterländle und hatte naturräumlich durch die Oberrheinebene mit dem wärmsten Klima Deutschlands, mit fruchtbaren vulkanischen Böden, teilweise schon in der Römerzeit genutzten Heilquellen und Kurorten, ausgezeichneter Verkehrserschließung und der Nähe zu Frankreich und der Schweiz deutlich bessere Entwicklungsvoraussetzungen als Württemberg oder gar Bayern. Dies verkehrte sich durch die Situation nach dem Ersten Weltkrieg jedoch ins Gegenteil, als Baden durch die neue Grenzlage durch den Wegfall des Reichslandes Elsass-Lothringen, die Entmilitarisierung des Rheinlands, Reparationen und Arbeitslosigkeit härter getroffen wurde als Württemberg. Bereits im 19. Jahrhundert hatte die katholische Bevölkerungsmehrheit in Baden Ressentiments gegen erfolgreiche protestantische Aufsteiger im eigenen Land aufgebaut, die – ähnlich wie die Juden – an höheren Schulen und im Universitätsstudium deutlich überrepräsentiert waren. In den 1920er Jahren übertrugen sich diese antiprotestantischen Stereotypen auf die beneideten Schwaben.

#### Badische Küche

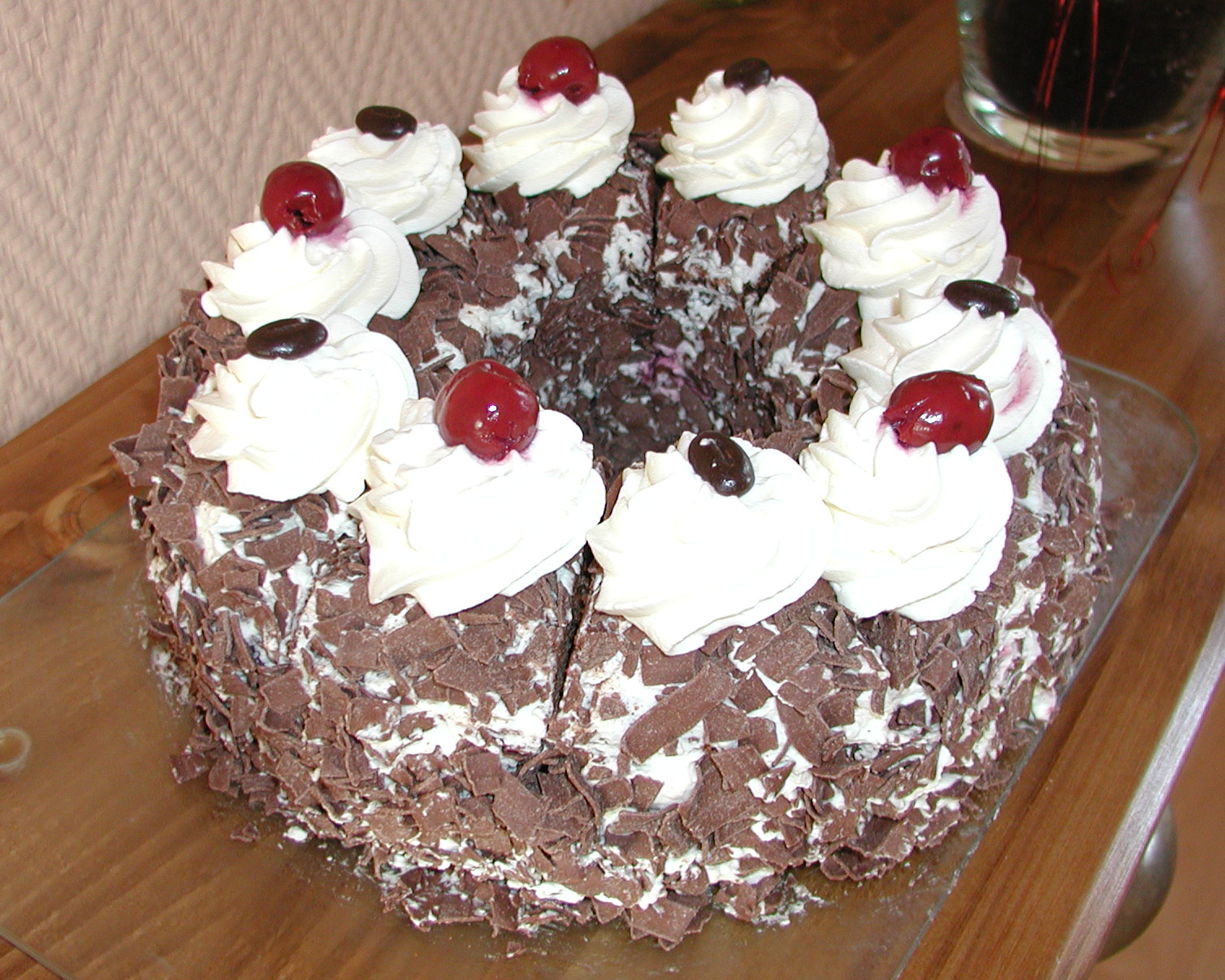
Schwarzwälder Kirschtorte

Die badische Küche gilt als leichter und mehr durch die französische Küche beeinflusst als andere deutsche Regionalküchen. Baden weist die höchste regionale Dichte an Sterne-Restaurants in Deutschland auf, ähnlich wie das benachbarte Elsass in Frankreich. Mit dem Elsass teilt Baden auch Spezialitäten wie Baeckeoffe und Flammkuchen, feines Sauerkraut oder Schäufele, ohne die ansonsten typische übermäßige Fett- und Mehlzugabe. Typischerweise werden auch Gemüsespargel, Maroni, Innereien und Schnecken verarbeitet. Sonderkulturen wie Tabak, Wein-, Obst- und Gartenbau sowie Gemüsekulturen haben neben der kulinarischen auch eine überregional wirtschaftliche Bedeutung und bieten den Einwohnern, der Gastronomie wie auch einer Vielzahl von Touristen und Kurgästen eine breite Auswahl lokaler Produkte.

#### Badischer Liberalismus
Eine spezifisch badische Fortschrittlichkeit, auch ausgedrückt durch den bis heute sprichwörtlichen badischen Liberalismus spiegelte sich auch in der frühen Aufhebung der Leibeigenschaft 1783, der ersten deutschen technischen Hochschule in Karlsruhe, der fortschrittlichen Verfassung von 1818 und dem ersten deutschen demokratischen Landesparlament überhaupt anno 1849 wider.
Wie Volker Rödel darstellt, sicherte die Verfassung von 1818 bald einen inneren Zusammenhang des Landes und wurde „der bedeutendste Grund zur Integration des geographisch wie historisch so verschiedenartig zusammengesetzten schmalleibigen Großherzogtums, dem im Gegensatz zu Württemberg ein größerer Traditionskern fehlte.“ Carl von Rotteck (1775–1840) nannte die Verfassung „Geburtsurkunde des badischen Volkes“.
Eine wichtige Rolle spielte dabei auch das Vereinswesen. Neben einer Vielzahl von Turnern und frühen Sportvereinen hat Baden auch eine intensive lokale Musiktradition mit einer überproportional hohen Anzahl von Chören und Orchestern.

#### Industrialisierung
Die Industrialisierung – unter anderem begünstigt durch die bessere Kapitalausstattung durch Auslandsinvestoren aus Schweiz und Frankreich, die günstige Verkehrslage und – setzte spät und langsam ein, aber rascher und erfolgreicher als in Württemberg, denn nicht die Württemberger, sondern die Badener erbrachten bis zum Ersten Weltkrieg die höheren Sparleistungen. Schwerindustrie entstand hier wie dort jedoch nicht, aber in der Textilindustrie lag Baden 1858 auf Platz 4, einen Platz vor Württemberg.

#### Gemeindeordnung
Die Eigenständigkeit der Städte und Gemeinden in Baden wurde durch die badische Gemeindeordnung von 1831 bestätigt. Sie zeichnet sich durch politische Besonderheiten wie die starke Rolle kommunaler Zweckverbände oder seit den 1980er Jahren die ersten „grünen“ Oberbürgermeister in Deutschland aus. Eine Vielzahl von regionalen Stadtfesten und lokalen Fastnachtstraditionen, bedeutende kulturelle Institutionen und auch als internationale Reiseziele bekannte Orte wie etwa Freiburg, Baden-Baden, Karlsruhe, Schwetzingen und Heidelberg stehen für das Selbstbewusstsein der Region.
Diese positive Entwicklung kehrte sich aber nach dem Ersten Weltkrieg radikal um – die Kriegsfolgen und die Weltwirtschaftskrise wirkten sich in Baden, das nun Grenzland war, stärker aus als in Württemberg. Dies spiegelte sich in der Entwicklung von Daimler-Benz – anfangs eine Fusion unter Gleichen, welche ab 1931 zu Gunsten der Württemberger ausging – genauso wider wie in Württembergs Metallbranche allgemein. Letztere profitierte von einer Wanderungsbewegung weg von der Grenze wie auch von Rüstungsprojekten hin zum Zweiten Weltkrieg. Die gravierenderen Zerstörungen vieler badischer Städte im Bombenkrieg wie auch die Reparationen der härteren französischen Besatzung in Südbaden ließen den badischen Landesteil weiter ins Hintertreffen geraten.
Die wirtschaftliche Notlage nach dem Krieg und die faktische Teilung des alten Landes Baden durch die Besatzungszonen ließen Pläne für die Gründung eines „Südweststaates“ reifen, die 1951 in einer Volksabstimmung – gegen die Stimmen der Bevölkerung in Südbaden, dessen Landesregierung unter Leo Wohleb die Gründung sogar vor dem neu gegründeten Bundesverfassungsgericht anfechten ließ – gebilligt wurden. 1952 wurde das neue Bundesland gegründet.
Die Ursache für den Zusammenschluss, die ursprüngliche Benachteiligung und Randlage Badens, ist heute durch die europäische wie deutsch-französische Einigung nicht mehr gegeben, in das benachbarte Elsass wie auch in die Nordwestschweiz bestehen vielfältige Kontakte. Lange nach dem Konflikt um den Südweststaat hat sich erneut eine starke regionale badische Identität und die damit einhergehende Abgrenzung gegenüber „den Schwaben“ und der Landesregierung in Stuttgart etabliert. Als eines der Schlüsselereignisse für eine wiedererstarkende Abgrenzung von der Landesregierung in Stuttgart kann unter anderem der Widerstand gegen das 1974 geplante, aber durch regionale Bürgerinitiativen verhinderte Kernkraftwerk im badischen Wyhl angesehen werden.
Neben dem 1977 gegründeten Netzwerk BFsBW mit stärker separatistischen Tendenzen setzt sich die 1992 ins Leben gerufene Landesvereinigung Baden in Europa insbesondere für Föderalismus innerhalb des Bundeslandes Baden-Württemberg ein und für dezentrale, regionale Strukturen anstatt einer Elles, elles Stuckert zu-Mentalität („Alles für Stuttgart“), welche Baden zur „württembergischen Kolonie“ herabstufe.

#### Zitate
„Badener sind vor allem dann Badener, wenn sie nördlich des Mains für Schwaben gehalten werden.“

„Das Großherzogtum mit seiner liberalen Verfassung und einem liberalen Großherzog als Repräsentanten einer konstitutionellen Monarchie ließ Baden zum ‘Musterländle’ werden, ließ den Bürger an politischen Fragen teilhaben, schuf damit eine selbstbewusste Bürgerschaft mit Heimatverbundenheit, Identitätsbildung, Gemeinschaftssinn und auch Ethnizität als landesweit verwurzelte, geübte Tugenden und Eigenheiten.“

„… Es gibt ein gewisses Lebensgefühl, das auch geschichtlich begründet ist. Es gibt pragmatische badische Lösungen. Man muss miteinander schwätzen und findet einen Weg miteinander klarzukommen. Es gibt sicher auch so etwas wie eine badische Liberalität. Das hängt mit dem Verfassungspatriotismus des 19. Jahrhunderts zusammen. Und dann gibt es das Leben an der Grenze – nahe Frankreich und der Schweiz. Das hat die badische Mentalität schon mitgeprägt.“

### Traditionsbewusstsein und -pflege
Deutlich wird besonders im Süden und im Raum Karlsruhe das vorhandene Bewusstsein, mit dem sich die Menschen als Badener oder Badner bezeichnen – oft schon allein, um sich von der Landesregierung im württembergischen Stuttgart abzugrenzen. In diesem Zusammenhang findet beispielsweise das Badnerlied Verwendung, das in Baden einen höheren Stellenwert und Bekanntheitsgrad besitzt als die anderen Landeshymnen. So ertönt es seit den 1990er Jahren in den Stadien des SC Freiburg, des Karlsruher SC und der TSG 1899 Hoffenheim vor Beginn der Spiele. Traditionell wurde es auch bei den internationalen Galopprennen in Iffezheim vor dem Hauptrennen gespielt. Bis heute sieht man gerade in Südbaden viele badische Flaggen, und auch der badische Wein trägt die Identität des Landes fort.
Ein Teil des badischen Regionalstolzes gründet sich auf die demokratische und revolutionäre Tradition der Bundschuh-Bewegung und des Bauernkriegs sowie der Badischen Revolution von 1848. Die badischen Forty-Eighters und Deutschamerikaner, allen voran die radikalen Republikaner Friedrich Hecker, Franz Sigel und Gustav Struve, wie auch der spätere amerikanische Innenminister Carl Schurz hatten einen bedeutenden Einfluss auf die amerikanische Geschichte wie auch die deutsch-amerikanischen Beziehungen.
Weiter werden von den Badenern diejenigen Einflüsse, die das Badener Gebiet kulturell bereichert haben, weiterhin bejaht und gepflegt. Beispiele sind die Beziehungen der ehemaligen Freien Reichsstädte untereinander, der Gedankenaustausch der Länder des alemannischen Kulturkreises und das grenzüberschreitende Gemeinschaftsgefühl innerhalb geographischer Einheiten (Bodensee, Schwarzwald, Hoch- und Oberrhein).
Die Bezeichnung der Einheimischen als „Badenser“ ist allgemein unbeliebt, obwohl sie gemäß Duden als korrekt gilt. Dem sich so Äußernden wird in der Regel umgehend (badisch-freundlich) die „richtige“ Aussprache beigebracht.
Das Wortspiel „'s gibt badische und es gibt unsymbadische“ unterstreicht das bisweilen differenzierte Verhältnis in der Eigenwahrnehmung.

### Badische Traditionsvereine
Ein Badischer Traditionsverein in der Region des ehemaligen Landes Baden ist der Landesverein Badische Heimat e. V. von 1909. Er hat seinen Sitz in Freiburg und ist mit 13 Regionalgruppen von Mannheim bis Waldshut-Tiengen im ganzen alten Land Baden vertreten. Ferner gibt es die Landesvereinigung Baden in Europa e. V. von 1992 in Karlsruhe mit über 11.000 Mitgliedern, den Bund Freiheit statt Baden-Württemberg e. V. (BFsBW) von 1977 in Karlsruhe sowie den Badischen Chorverband 1862 e. V. in Karlsruhe als Dachorganisation von 1.500 Vereinen in 22 Sängerkreisen.
Auch außerhalb der Region des ehemaligen Landes Baden gibt es Badener, die an ihrer Kultur und Lebensart festhalten. Badener-Vereine außerhalb der badischen Region sind der Badener Verein München e. V. vom 10. Februar 1894 und der Verein der Badener von Hamburg und Umgebung e. V. vom 15. Oktober 1913.

## Dialekte

Das traditionelle Verbreitungsgebiet westoberdeutscher (=alemannischer) Dialektmerkmale im 19. und 20. Jahrhundert; deutlich zu erkennen: Südlich von Karlsruhe berühren sich fränkische und alemannische Mundarten (die Übergangsgebiete sind jedoch nicht eigens gekennzeichnet).

Die in Baden zu findenden Dialekte der deutschen Sprache umfassen sehr unterschiedliche Mundarten, die zudem den verschiedenen Dialekthauptgruppen Mitteldeutsch und Oberdeutsch angehören:
- Mitteldeutsche Dialekte: Um Mannheim und Heidelberg wird mit dem Kurpfälzischen ein pfälzischer Dialekt gesprochen.
- Oberdeutsche Dialekte: In den meisten Teilen Mittel- und Südbadens werden alemannische Mundarten gesprochen (oberrheinalemannisch, hochalemannisch, bodenseealemannisch und schwäbisch). Im Nordosten (an Main und Tauber) sind ostfränkische Mundarten beheimatet. Auch die Mundarten um Karlsruhe sind fränkisch (südfränkische Dialekte)

Zwischen den rein fränkischen und rein alemannischen Mundartgebieten bestehen teils breitere Übergangsräume, so vor allem in den Regionen um Rastatt, Baden-Baden (jeweils südfränkisch-alemannisch) und Pforzheim (schwäbisch-südfränkisch).
Die in Baden beheimateten deutschen Dialekte sind im Badischen Wörterbuch dokumentiert.
Die in Mittel- und Südbaden gesprochenen alemannischen und teils auch manche südfränkischen Mundarten werden manchmal als Badisch bezeichnet. In sprachwissenschaftlicher Sicht gibt es einen „badischen Dialekt“ oder „badische Dialekte“ jedoch nicht, nur Dialekte in Baden.

## Kultur
Als Markenzeichen der badischen Volkstrachten gilt der Bollenhut, der allerdings nur in der Umgebung von Gutach im Schwarzwald beheimatet ist (wobei gerade dieser Ort im Entstehungszeitraum der Tracht bis 1810 zu Württemberg gehörte). Das Kartenspiel Cego oder Zego war noch in der ersten Hälfte des 20. Jahrhunderts nur in Baden und in einigen Grenzgebieten zu Württemberg und Hohenzollern das beliebteste Kartenspiel und ist somit typisch badisch. Große Bedeutung im Jahreslauf hat die Fasnacht, die vom Schmotzigen Donnerstag bis Aschermittwoch dauert. In dieser Zeit sind in vielen Gegenden Badens Büros und Geschäfte geschlossen, weil in jedem Ort Umzüge und Feste stattfinden. Umzüge und Fasnachtssitzungen sind aber auch schon ab dem Dreikönigstag üblich. Und selbst nach Aschermittwoch geht es weiter, in den Tiefen des Südschwarzwalds beginnt am Donnerstag danach die „Buurefaasned“, die traditionell mit einem „Schiibefüüer“ je nach Ortschaft bis zu vier Tage später endet.
Das Schiibefüüer (Scheibenfeuer) oder Funkenfeuer wird in den bergigen Regionen der Nordwestschweiz und Südbadens zum Vertreiben des Winters angezündet. Dabei wird in manchen Gegenden das so genannte Scheibenschlagen ausgeübt: Holzscheiben mit einer mittigen Bohrung, ähnlich einer Diskusscheibe, werden in einem großen Lagerfeuer erhitzt bzw. zum Glühen gebracht und auf Haselnussruten aufgespießt. Ziel der traditionellen Zeremonie ist es dann für die Gäste des Schauspiels, Jahr für Jahr über Holzrampen diese Scheiben ins Tal zu schleudern.
Bedeutende Schriftsteller:
- Hans Jakob Christoffel von Grimmelshausen
- Heinrich Hansjakob
- Johann Peter Hebel
- Joseph Victor von Scheffel
- Balthasar Venator
- Martin Walser

Erfinder:
- Carl Benz: Erfinder des Automobils
- Karl Drais: Fahrrad, Draisine
- Felix Wankel: Erfinder des Wankelmotors

## Politik

### Staatsoberhäupter
Die Staatsoberhäupter (Markgrafen, Kurfürsten und Großherzöge) von Baden von 1738 bis zur Novemberrevolution 1918 waren:
1. Karl Friedrich (1728–1811), 12. Mai 1738–10. Juni 1811. Markgraf, ab 5. Mai 1803 Kurfürst, ab 5. Mai 1806 Großherzog
2. Carl Ludwig Friedrich (1786–1818), 10. Juni 1811–8. Dezember 1818, Großherzog
3. Ludwig I. (1763–1830), 8. Dezember 1818–30. März 1830, Großherzog
4. Leopold (1790–1852), 30. März 1830–24. April 1852, Großherzog
5. Ludwig II. (1824–1858), 24. April 1852–22. Januar 1858, Großherzog (nominell)
6. Friedrich I. (1826–1907), 5. September 1858–28. September 1907, Großherzog (seit 1852 bereits Regent, ab 1856 auch mit dem Titel Großherzog)
7. Friedrich II. (1857–1928), 28. September 1907–14. November 1918, Großherzog

Die Staatspräsidenten der Republik Baden 1918–1933:
- Anton Geiß (1858–1944), SPD, 10. November 1918–14. August 1920
- Gustav Trunk (1871–1936), Zentrum, 14. August 1920–23. November 1921
- Hermann Hummel (1876–1952), DDP, 23. November 1921–23. November 1922
- Adam Remmele (1877–1951), SPD, 23. November 1922–23. November 1923
- Heinrich Köhler (1878–1949), Zentrum, 23. November 1923–23. November 1924
- Willy Hellpach (1877–1955), DDP, 23. November 1924–23. November 1925
- Gustav Trunk (zweite Amtszeit), Zentrum, 23. November 1925–23. November 1926
- Heinrich Franz Köhler (2. Amtszeit), Zentrum, 23. November 1926–3. Februar 1927
- Gustav Trunk (dritte Amtszeit), Zentrum, 3. Februar 1927–23. November 1927
- Adam Remmele (zweite Amtszeit), SPD, 23. November 1927–23. November 1928
- Josef Schmitt (1874–1939), Zentrum, 23. November 1928–20. November 1930
- Franz Josef Wittemann (1866–1931), Zentrum, 20. November 1930–10. September 1931
- Josef Schmitt (zweite Amtszeit), Zentrum, 18. September 1931–11. März 1933

Mit dem Gleichschaltungsgesetz verloren die Länder ihre Souveränität und es wurde am 11. März 1933 Robert Wagner (1895–1946, NSDAP) als Reichsstatthalter eingesetzt. Walter Köhler (1897–1989, NSDAP) amtierte vom 8. Mai 1933 bis April 1945 als Ernannter Ministerpräsident von Baden.

### Leitende Staatsminister bis 1918
Die Funktion des Präsidenten des Staatsministeriums, die etwa der des heutigen Ministerpräsidenten entsprach, gab es offiziell lediglich in den Jahren 1820 bis 1842, 1844 bis 1846 und 1861 bis 1918. Von 1846 bis 1861 führte entweder der Großherzog selbst oder der dienstälteste Minister den Vorsitz im Staatsministerium. Außer in der Amtszeit Reitzensteins 1832 bis 1842 leitete der jeweilige Präsident des Staatsministeriums auch ein Fachressort (Ministerium).
Leitende Staatsminister in der Funktion eines Regierungschefs des Großherzogtums waren:
- 1809–1810: Sigismund von Reitzenstein
- 1810–1810: Conrad Karl Friedrich von Andlau-Birseck
- 1810–1812: Christian Heinrich Gayling von Altheim
- 1812–1817: Karl Christian von Berckheim
- 1817–1818: Sigismund von Reitzenstein
- 1818–1831: Wilhelm Ludwig Leopold Reinhard von Berstett (Außenminister, Präsident des Staatsministeriums 1820–1831)
- 1832–1842: Sigismund von Reitzenstein (Präsident des Staatsministeriums)[48]
- 1833–1838: Ludwig Georg von Winter (Minister des Inneren)
- 1838–1839: Karl Friedrich Nebenius (Minister des Inneren)
- 1839–1843: Friedrich Landolin Karl von Blittersdorf (Minister des Großherzoglichen Hauses, Außenminister)
- 1843–1846: Christian Friedrich von Boeckh (Minister der Finanzen, Präsident des Staatsministeriums 1844–1846)
- 1845–1846: Karl Friedrich Nebenius (Minister des Inneren)
- 1846–1848: Johann Baptist Bekk (Minister des Inneren)
- 1848–1849: Karl Georg Hoffmann (Minister der Finanzen)
- 1849–1850: Friedrich Adolf Klüber (Minister des Großherzoglichen Hauses, Außenminister)
- 1850–1856: Ludwig Rüdt von Collenberg-Bödigheim (Minister des Großherzoglichen Hauses, Außenminister)
- 1856–1860: Franz von Stengel (Minister des Inneren)
- 1861–1866: Anton von Stabel (Präsident des Staatsministeriums)
- 1866–1868: Karl Mathy (Präsident des Staatsministeriums)
- 1868–1876: Julius Jolly (Präsident des Staatsministeriums)
- 1876–1893: Ludwig Turban der Ältere (Präsident des Staatsministeriums)
- 1893–1901: Franz Wilhelm Nokk (Präsident des Staatsministeriums)
- 1901–1905: Carl Ludwig Wilhelm Arthur von Brauer (Präsident des Staatsministeriums)
- 1905–1917: Alexander von Dusch (Präsident des Staatsministeriums)
- 1917–1918: Heinrich von Bodman (Präsident des Staatsministeriums)
- 1918–1933: Staatspräsidenten der Republik Baden, s. o.

### Weitere bekannte Politiker aus Baden
- Prinz Max von Baden, letzter Kanzler des deutschen Kaiserreichs
- Friedrich Ebert, erster Reichspräsident der Weimarer Republik
- Constantin Fehrenbach, Reichskanzler der Weimarer Republik
- Joseph Wirth, Reichskanzler der Weimarer Republik

## Ausstellungen
- 100 Badische Jahre. Wanderausstellung des Landesvereins Badische Heimat e. V. vom 28. Februar 2009 bis 17. April 2009 im Regierungspräsidium Freiburg im Breisgau (Basler Hof).
- Baden! 900 Jahre – Geschichten eines Landes. Große Landesausstellung vom 16. Juni bis 11. November 2012, Badisches Landesmuseum Karlsruhe.

## Filme
- Adelsleben – 900 Jahre Haus Baden. Dokumentation, Deutschland 2012, gezeigt in: „SWR/SR“, 10. Juni 2018, 21:00–21:45 Uhr.